# Melanospora zobelii
Melanospora zobelii är en svampart som först beskrevs av August Karl Joseph Corda, och fick sitt nu gällande namn av Karl Wilhelm Gottlieb Leopold Fuckel 1870. Melanospora zobelii ingår i släktet Melanospora och familjen Ceratostomataceae.   Inga underarter finns listade i Catalogue of Life.